# 정몽주로
정몽주로(Jeongmongju-ro)는 대한민국 경상북도 포항시 남구 오천읍 강평리에서 청림동을 거쳐 청림삼거리까지 연결하는 도로이다. 연일 정씨 정몽주의 이름에서 따온 것이다. 국도 제14호선의 마지막 도로이다.
2009년 12월 1일 도로명 주소 사업에 인해 정몽주로로 지정되었다.

## 노선 구간
- 삼거리 명칭 미상
  - 기림로
- 교량 명칭 미상

- 문충초등학교
- 문충1리마을
- 삼주용산타운아파트

- 삼거리 명칭 미상
  - 오어로
- 용산교
- 삼거리 명칭 미상
  - 기림로 (국도 제14호선 진입)
- 교량 명칭 미상
  - 영일만대로
- 교량 명칭 미상
- 오천교차로
  - 영일만대로
    - 오천천마타운
- 사거리 명칭 미상
  - 철강로
    - 오천읍사무소
    - 경림신세계타운
- 사거리 명칭 미상
  - 장기로, 세계길
    - 포항북부경찰서 오천지구대
    - 오천초등학교
    - 오천읍내
- 사거리 명칭 미상
  - 충무로
    - 오천읍내
    - 청림초등학교
- 청림삼거리
  - 동해안로

## 차로수
- 왕복 2~4차로

## 같이 보기
- 정몽주